# سد الحجري
سد الحجري يقع في منطقة الرياض في المملكة العربية السعودية. يقع متنزه السد الحجري بحي الشفاء لمنطقة الرياض. ويشتمل على بحيرة كبيرة تبلغ مساحتها حوالي 10 آلاف متر مربع بعمق يصل إلى مترين، ويبلغ طول السد 150 مترا وعرضه 5 أمتار، ويضم المتنزه ممرات للمشاة بطول 4,5 كيلومتر وجلسات للمتنزهين حول البحيرة، ويضم أيضاً عدداً كبيراً من الشجيرات والأشجار الصحراوية وأشجار النخيل، وتم تزويد الموقع بدورة مياه للرجال وأخرى للنساء.